# Kaisertal
Das Kaisertal (ehemals Sparchental) ist ein markanter Taleinschnitt zwischen dem Zahmen und dem Wilden Kaiser im Tiroler Kaisergebirge.
Im Tal liegt eine Ortschaft von Ebbs, Bezirk Kufstein, die bis 2008 ohne Straßenanschluss war. Die andere, südliche Talseite ohne Dauerbesiedlung ist eine Ortschaft der Stadt Kufstein.
Seit 1963 ist das Tal Teil des Naturschutzgebiets Kaisergebirge.

## Geografie
Das Kaisertal zieht sich von Kufstein im Unterinntal ostwärts und trennt den Wilden Kaiser im Süden vom Zahmen Kaiser im Norden.
In der Schlucht (Sparchenklamm) am Talgrund fließt der Kaiserbach (Sparchenbach), der im Norden Kufsteins in den Inn mündet. Gegen das Talende hin weitet sich das Tal etwas, und es zweigt das Bärental nordostwärts ab, das schon zur Gemeinde Walchsee gehört. Das Kaisertal selbst läuft gegen das Stripsenjoch, das den Wilden Kaiser vom Feldbergzug trennt, und in das Kirchdorfer Kaiserbachtal wechselt. Im Kaiserbachtal fließt der Kaisertalbach in östlicher Richtung und mündet bei Griesenau in den Kohlenbach.

## Die Ansiedlung Kaisertal
Die Ortschaft Kaisertal liegt am Südhang des Zahmen Kaisers und hat etwa 41 Einwohner. Sie umfasst mehrere Einödhöfe (Veitenhof, Pfandlhof, Hinterkaiser), die teilweise in Gasthöfe umgewandelt wurden. Dorfkirche ist die Antoniuskapelle.
Zum Ebbser Ortschaftsgebiet gehören der Alpengasthof Ritzaualm oberhalb des Orts, der frühere Alpengasthof Kaiserwacht, der Zottenhof, die Schutzhütten Hans-Berger-Haus, Stripsenjochhaus und Vorderkaiserfeldenhütte, und die Almen Hofinger Alm, Bödenalm, Ramstalalm beim Ort, die Hechleitalm taleinwärts, die Stripsenalm am östlichen Talschluss sowie die Rogeralm und die Hinterkaiserfeldenalm am Aufstieg zum Zahmen Kaiser.
Zum Gebiet der Ortschaft Kufstein-Kaisertal gehören die Dickichtkapelle auf der anderen Talseite und das Alpengasthaus Anton-Karg-Haus.
Nachbarortschaften (gemeinsam von Ebbs-Kaisertal und Kufstein-Kaisertal):
| Oberndorf (Gem. Ebbs) Eichelwang (Gem. Ebbs) | Oberbuchberg (Gem. Ebbs)                    | Durchholzen (Gem. Walchsee) Oed (Gem. Walchsee) |
| Kufstein (Gem.)                              | Kompassrose, die auf Nachbargemeinden zeigt | Kirchdorf i.T. (Gem. im Bezirk Kitzbühel)       |
| Mitterndorf (Gem. Kufstein)                  | Kufstein-Stadtberg (Gem. Kufstein)          | Ellmau (Gem.) Scheffau a.W.K. (Gem.)            |

## Straßenerschließung

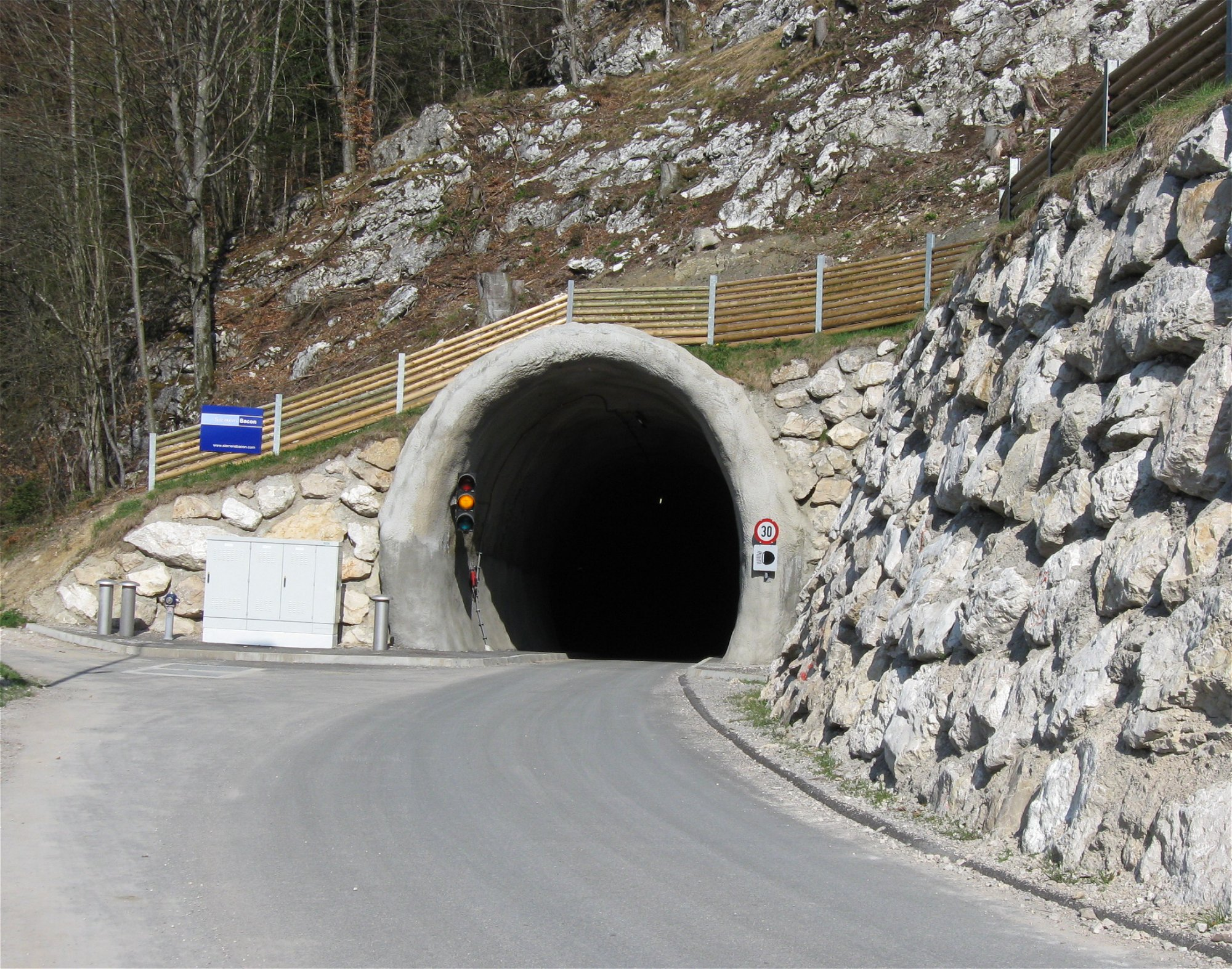
Tunnel vom Kaisertal ins Inntal, oberer Tunneleingang

Das Kaisertal war bis 1. Juni 2008 nur zu Fuß zu erreichen. Der am häufigsten benutzte Zugang führte von Eichelwang (bei Ebbs) über 285 Stufen auf dem Kaiseraufstieg ins Tal. Das Kaisertal war das letzte bewohnte Tal Österreichs ohne Anbindung an das öffentliche Straßensystem. Kraftfahrzeuge für den Verkehr im Kaisertal wurden entweder per Hubschrauber oder (wenn nötig, in Einzelteile zerlegt) über den Kaiseraufstieg transportiert. Am Ende des Aufstieges befindet sich ein Plateau, wo früher die Einwohner des Kaisertals ihre Autos abstellen konnten, bevor sie über die knapp 300 Stufen hinunter in die Stadt gingen. Jahrelang wurden Verbesserungen des Zugangs zum Kaisertal diskutiert, unter anderem der Bau eines Schrägaufzuges oder eine verbesserte Form der bereits existierenden Materialseilbahn von Kufstein aus.
Der Straßenbau wurde erst nach Variantenprüfungen und jahrelangen Verhandlungen der Gemeinde Ebbs mit der Stadt Kufstein (größter Grundeigentümer im Kaisertal) beschlossen. Kufstein und die Alpenvereine hatten sich aufgrund des Naturschutzgebietes im Kaisertal lange gegen den Straßenbau ausgesprochen und den Kaisertalern angeboten, die bestehende Seilbahn ins Kaisertal so auszubauen, dass man ohne Probleme Fahrzeuge damit transportieren könnte. Dies wurde von der Gemeinde Ebbs abgelehnt.
Mit dem Bau einer Straße von Ebbs durch einen etwa 800 m langen Tunnel ins Kaisertal wurde 2006 begonnen (erster Spatenstich am 19. Mai 2006). Um den Bedenken von Naturschützern Rechnung zu tragen, ist die Straße nur für die dortigen Bewohner, Betriebe und Einsatzfahrzeuge zugänglich (Schranken mit Schlüssel). Am 10. März 2007 erfolgte der Durchbruch des Tunnels in das Kaisertal. Die Ausbauarbeiten des Tunnels sowie der zuführenden Straßen konnten im Herbst 2007 abgeschlossen werden, im Tal begannen die Arbeiten für eine Kanalisation. Am 31. Mai 2008 wurde der Tunnel feierlich eröffnet. Seit der Eröffnung des Annatunnels gilt im gesamten Kaisertal ein absolutes Radfahrverbot. Mit der Fertigstellung des Tunnels wurde die Material-Seilbahn mit der Talstation im Kufsteiner Stadtteil Sparchen abgetragen. Die Bergstation befand sich etwas unterhalb des Pfandlhofes. Eine Mittelstation gab es im Bereich des Veitenhofes.

## Sehenswürdigkeiten
- Dickichtkapelle, denkmalgeschützt
- Klaushütte, Jagdhaus, mit Haupttrift-Klause (siehe auch: Kaiserbach)
- Beliebtes Kalendermotiv ist die Antoniuskapelle am Kaisertalweg im mittleren Teil des Tals.
- Tischofer Höhle

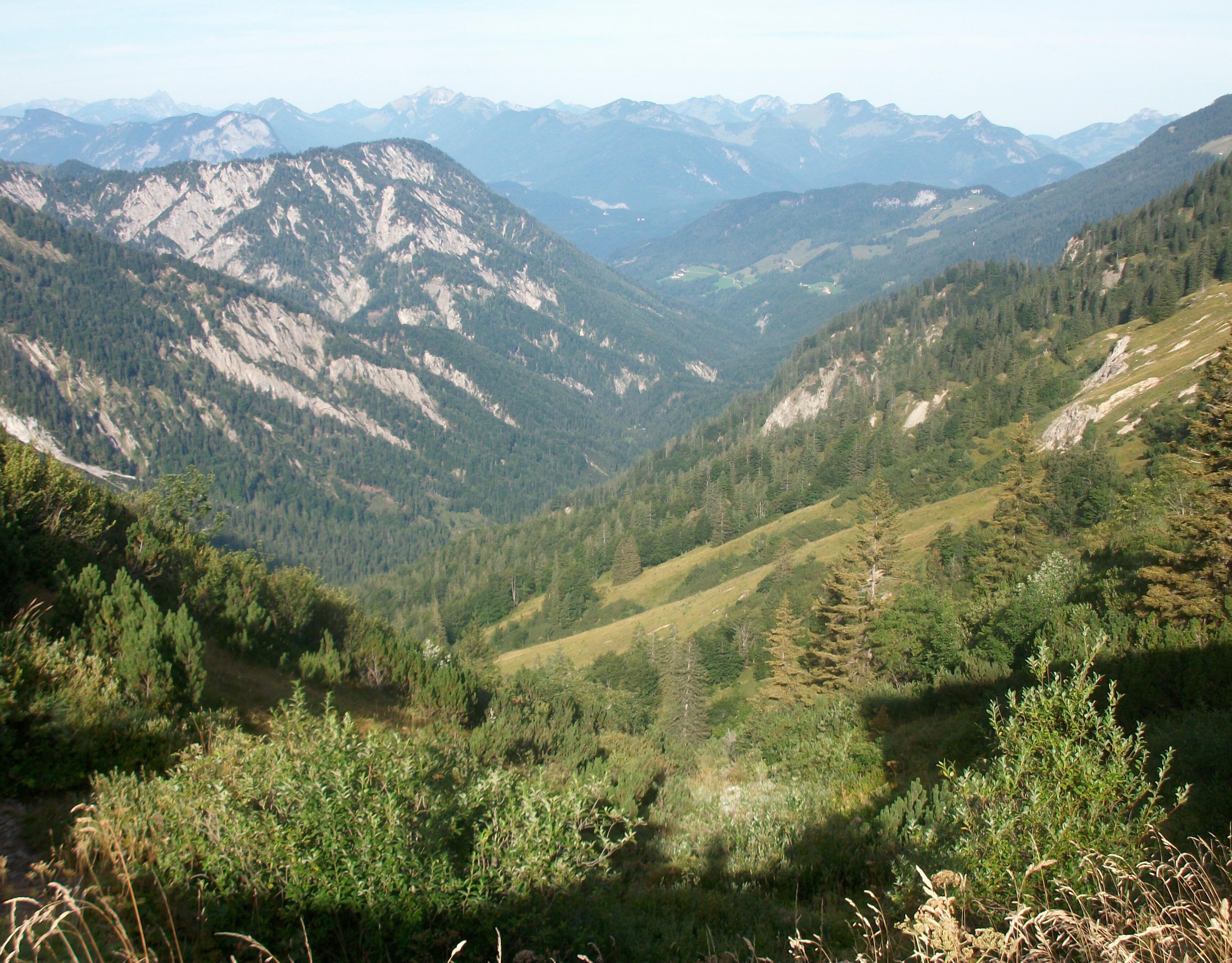
Kaisertal aus Osten vom Stripsenjoch
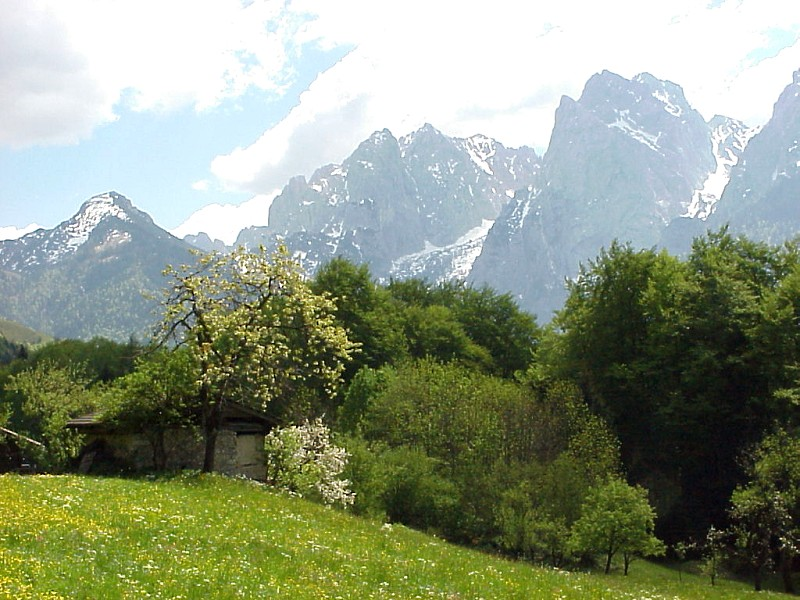
Ellmauer Halt, Hauptgipfel des Kaisers
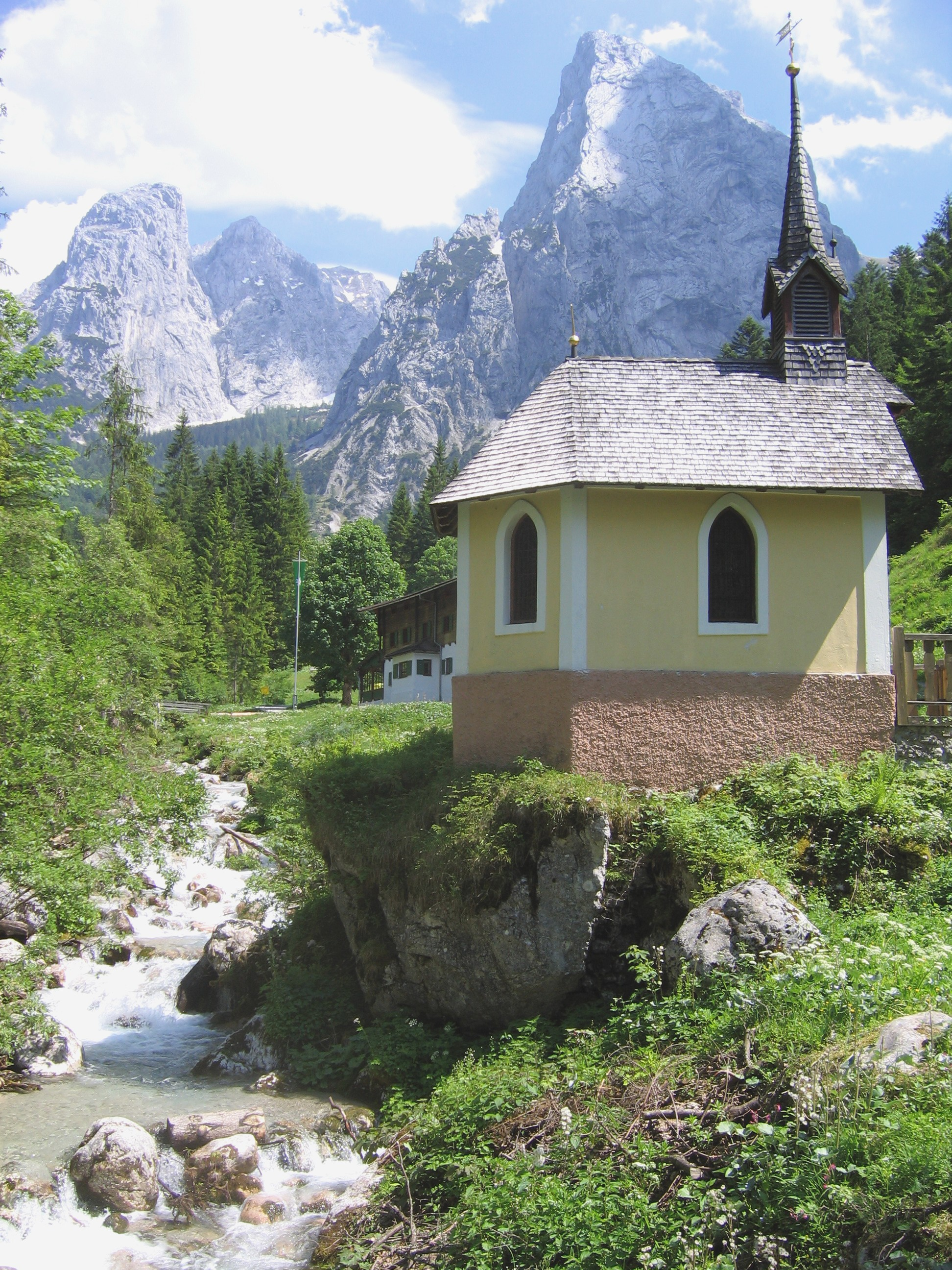
Hinterbärenbad
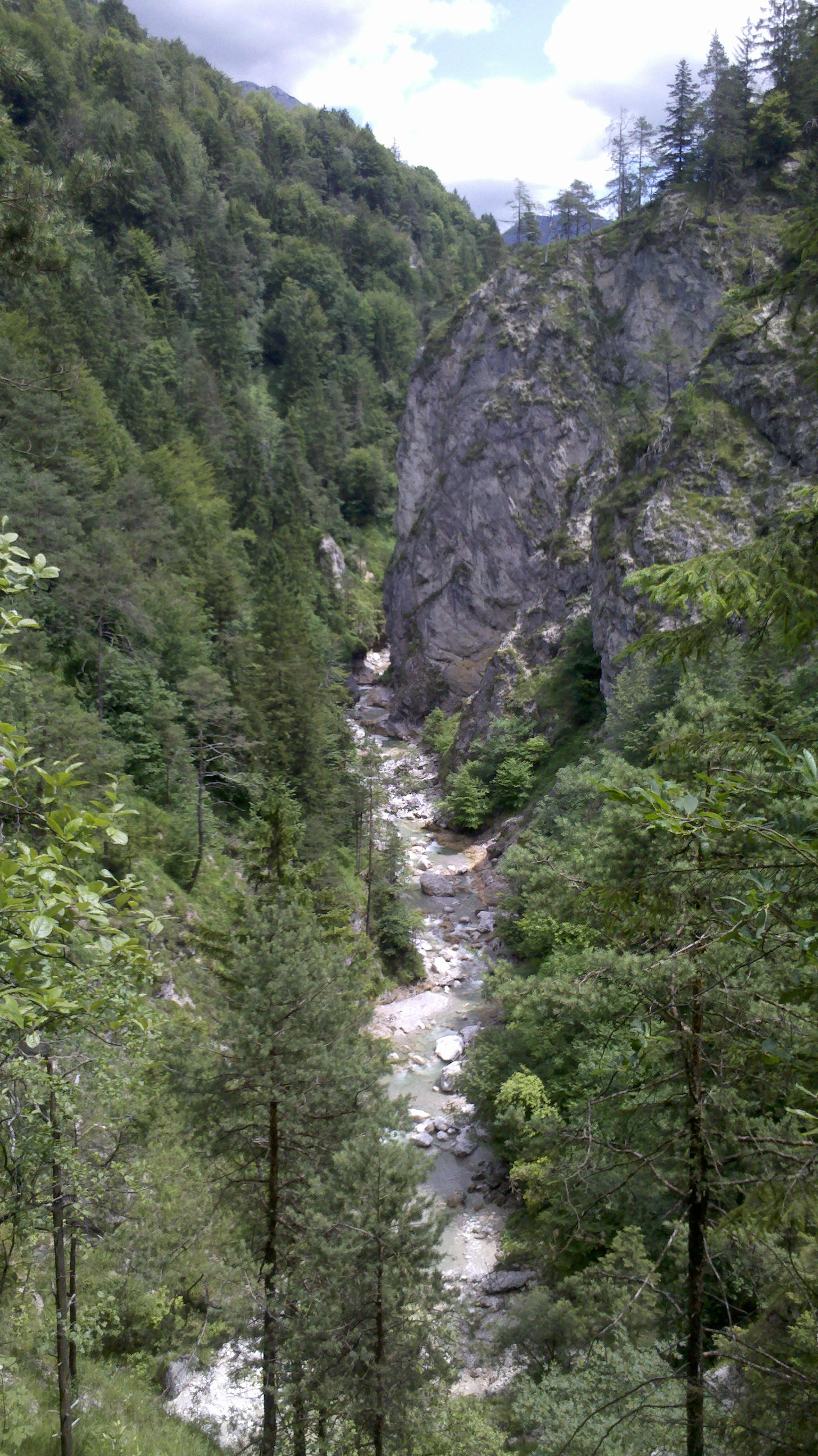
Sparchenklamm mit Sparchenbach
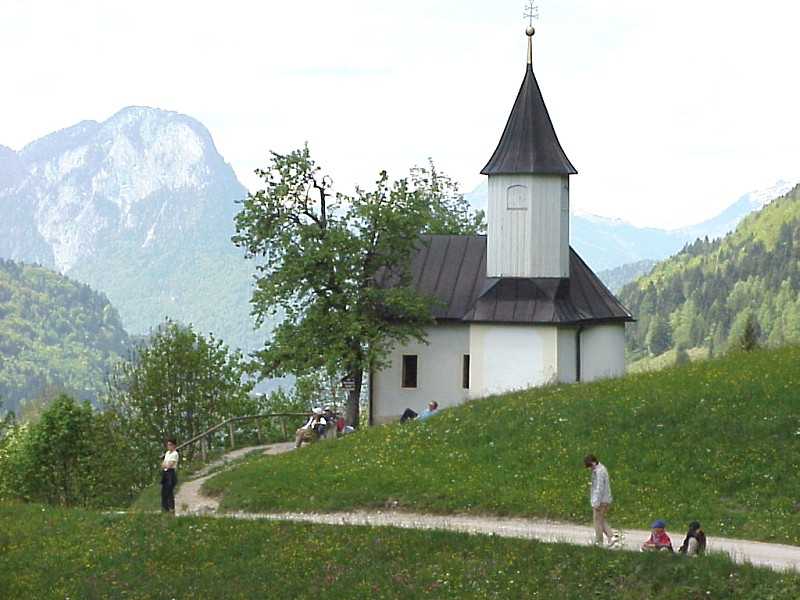
Antoniuskapelle, Blick talauswärts mit Pendling

Im Rahmen der ORF-Sendung 9 Plätze – 9 Schätze wurde das Kaisertal im Oktober 2016 zum schönsten Platz Österreichs gewählt.